# Aeroportul Gods Lake Narrows
Aeroportul Gods Lake Narrows (IATA: YGO, ICAO: CYGO) este un aeroport din Manitoba, Canada ce deservește zona Gods Lake Narrows⁠(d). Aeroportul a fost tranzitat în 2021 de 8.857 de pasageri.
Situat la o altitudine de 188 m, aeroportul dispune de o singură pistă.